# Lista de deputados estaduais de Tocantins da 6.ª legislatura
Esta é a lista de deputados estaduais de Tocantins para a legislatura 2007–2011. Nas eleições estaduais, foram eleitos 24 deputados estaduais.

## Composição das bancadas
| Partido | Líder              | Bancada | Posição      |
| ------- | ------------------ | ------- | ------------ |
| PMDB    | Josi Nunes         | 6 / 24  | Governo      |
| PFL     | Valuar Barros      | 4 / 24  | Governo      |
| PL      | Amélio Cayres      | 3 / 24  | Independente |
| PT      | Manoel Queiroz     | 2 / 24  | Oposição     |
| PSDB    | Stalin Bucar       | 2 / 24  | Oposição     |
| PP      | Raimundo Palito    | 2 / 24  | Independente |
| PPS     | Eduardo do Dertins | 1 / 24  | Governo      |
| PDT     | Fábio Martins      | 1 / 24  | Oposição     |
| PV      | Marcelo Lelis      | 1 / 24  | Independente |
| PTB     | José Geraldo       | 1 / 24  | Oposição     |
| PSC     | José Viana         | 1 / 24  | Independente |

## Deputados Estaduais
Estavam em jogo 24 cadeiras na Assembleia Legislativa do Tocantins.
| Número | Deputados estaduais eleitos | Partido | Votação | Percentual | Cidade onde nasceu      | Unidade federativa |
| 15123  | Josi Nunes                  | PMDB    | 21.444  | 3,12%      | Porto Nacional          | Tocantins          |
| 25678  | Valuar Barros               | PFL     | 20.414  | 2,97%      | São Félix de Balsas     | Maranhão           |
| 22022  | Luana Ribeiro               | PL      | 17.961  | 2,61%      | Goiânia                 | Goiás              |
| 25225  | César Halum                 | PFL     | 17.204  | 2,50%      | Anápolis                | Goiás              |
| 23222  | Eduardo do Dertins          | PPS     | 16.071  | 2,34%      | Cravinhos               | São Paulo          |
| 25400  | Ângelo Agnolin              | PFL     | 14.219  | 2,07%      | Palmeira das Missões    | Rio Grande do Sul  |
| 22333  | Amélio Cayres               | PL      | 14.118  | 2,05%      | Érico Cardoso           | Bahia              |
| 15700  | Júnior Coimbra              | PMDB    | 13.694  | 1,99%      | Filadélfia              | Tocantins          |
| 15222  | Sandoval Cardoso            | PMDB    | 12.640  | 1,84%      | Goiânia                 | Goiás              |
| 22111  | Fabion Gomes                | PL      | 12.341  | 1,80%      | Tocantinópolis          | Tocantins          |
| 12120  | Fábio Martins               | PDT     | 12.251  | 1,78%      | General Salgado         | São Paulo          |
| 15000  | Eli Borges                  | PMDB    | 11.911  | 1,73%      | Ipameri                 | Goiás              |
| 43123  | Marcelo Lelis               | PV      | 11.857  | 1,73%      | Inhumas                 | Goiás              |
| 13300  | Solange Duailibe            | PT      | 11.834  | 1,72%      | São Miguel do Tocantins | Tocantins          |
| 45115  | Raimundo Moreira            | PSDB    | 11.759  | 1,71%      | Nazaré                  | Tocantins          |
| 15333  | Carlos Gaguim               | PMDB    | 11.607  | 1,69%      | Ceres                   | Goiás              |
| 45555  | Stalin Bucar                | PSDB    | 11.179  | 1,63%      | Tocantínia              | Tocantins          |
| 15153  | Iderval Silva               | PMDB    | 11.133  | 1,62%      | Anápolis                | Goiás              |
| 14000  | José Geraldo                | PTB     | 10.710  | 1,56%      | Tiros                   | Minas Gerais       |
| 11000  | Cacildo Vasconcelos         | PP      | 10.303  | 1,49%      | Ipameri                 | Goiás              |
| 11610  | Raimundo Palito             | PP      | 7.757   | 1,13%      | Exu                     | Pernambuco         |
| 20222  | José Viana                  | PSC     | 7.457   | 1,09%      | Paranã                  | Tocantins          |
| 13400  | Manoel Queiroz              | PT      | 6.985   | 1,02%      | Praia Norte             | Tocantins          |
| 25123  | Paulo Roberto               | PFL     | 6.931   | 1,01%      | Goiânia                 | Goiás              |